# The Simpsons (sæson 7)
Den syvende sæson af tv-serien The Simpsons blev første gang sendt i 1995 og 1996.

## Afsnit

### Who Shot Mr. Burns? (Part Two)
Tekst mangler, hjælp os med at skrive teksten

### King-Size Homer
I King-Size Homer finder Homer ud af, at man kan arbejde hjemme, hvis man vejer fra 300 pund og op. Det falder tilfældigvis sammen med, at han ikke ønsker, at træne aerobic dagligt på atomkraftværket under Montgomery Burns' supervision.
Med en smule hjælp fra Bart når Homer op på de 300 pund, og han begynder at arbejde hjemme. Ved hjælp af computeren vælger han enten "ja," eller "nej," og udfører på den måde diverse sikkerhedsprocedurer på kraftværket. Da han syntes at observere hvordan det gentagende gange er svaret "ja," får han en træfugl der svinger op og ned til, at trykke på "Y"-knappen, der repræsenterer svaret "ja," og således slipper han fuldkomment for at arbejde.
Uheldigvis falder træfuglen om på siden, og da det bliver nødvendigt, er der ingen til at trykke "Ja." Homer må derfor selv tage hen til kraftværket, for at stoppe en dødbringende eksplosion. Da han jo har taget en anelse på, fungerer han som prop på den tank, der er ved at eksplodere – og han bliver "Dagens helt."

### Summer of 4 Ft. 2
Det er lige blevet sommerferie. Lisa og nogle andre børn fra skolen har lavet en årbog som bliver delt ud til alle i skolen. Da folk skal skrive i bøgerne får Lisa ikke selv nogen autograf i sin bog og hun begynder at tro hun ikke er populær. Flanders låner Simpsons-familien sit sommerhus og Marge giver både Bart og Lisa lov til at tage en ved med. Bart vælger at tage Millhouse med.
Lisa "glemmer" at tage noget tøj med, så de må købe noget i byen. Lisa bestemmer sig for at skifte stil og køber noget hippie tøj, så hun kan skaffe sig nogle venner. Det ender med at hun finder nogle jævnaldrende at "hænge ud" med.
Det hele fungerer fint med hendes første venskab indtil hendes ondskabsfulde bror bart udspionerer hende, og viser hendes nye venner hendes årbog, hvori der blandt andet står at hun er årets duks. De bliver chokerede og Lisa løber grædende bort. 
Lisa og Bart starter en krig som varer for en stund, men Lisa giver op i kampen mod Bart og beslutter sig for at gå hjem. Da hun kommer hjem ser hun sine fire venner stå og hviske om hende. De har pyntet hele bilen med muslinger og søstjerner og skrevet "Lisa rules =(Lisa styrer)" på siden af bilen med muslinger. Da de kører hjem siger Bart at han har vist hendes årbog til hendes venner igen. Denne gang er hendes bog fyldt med underskrifter fra hendes nye venner.